# 第86步兵師 (德國國防軍)
德國國防軍陸軍第86步兵師（德語：86. Infanterie-Division）是納粹德國國防軍陸軍的一個步兵師。該師於1939年8月組建。
1941年前，該師一直在國內待命，並沒有參與任何作戰行動。1941年，該師調往東線，此後一直在當地作戰。
該師最後因受重創而於1943年11月解散，其殘部歸入其他部隊。

## 註腳
1. ↑  Mitcham（2007年）